# Yekaterina Larionova
Yekaterina Larionova (23 gennaio 1994) è una lottatrice kazaka.

## Palmarès

### Olimpiadi
- 1 medaglia:
  - 1 bronzo (Rio de Janeiro 2016 nei 63 kg)

### Mondiali
- 1 medaglia:
  - 1 bronzo (Budapest 2013 nei 63 kg)